# Benjamin Hulthin
Benjamin Hulthin, född 22 januari 1720 i Rinna församling, Östergötlands län, död 21 mars 1782 i Vikingstads församling, Östergötlands län, var en svensk präst.

## Biografi
Benjamin Hulthin föddes 1720 i Rinna församling. Han var son till kyrkoherden Magnus Hulthin och Anna Christina Steuchman i Regna församling. Hulthin blev 1743 student vid Uppsala universitet och 1751 vid Lunds universitet. Han promoverades 1757 till filosofie magister vid Greifswalds universitet. Den 25 mars 1763 prästvigdes han och blev 1757 kollega vid Linköpings trivialskola. Han blev 1769 kyrkoherde i Vikingstads församling. Hulthin avled 1782 i Vikingstads församling.

## Familj
Hulthin gifte sig 5 augusti 1763 med Anna Margareta Rehnborg (1742–1820). De fick tillsammans barnen Anna Margareta Hulthin (1764–1827) som var gift med kollegan J. J. Blavier i Norrköping, Magnus Hulthin (född 1765), Anders Hulthin (född 1767), Maria Helena Hulthin (1775–1836) som var gift med arbetaren Axel Isaksson i Verkebäck och spegelmakargesällen Peter Gideon Hulthin (1780–1820).